# Sintoísmo
El sintoísmo o shintoísmo (神道 Shintō?) es una religión originada en Japón, a veces considerada la religión indígena de Japón. Junto con el budismo, es una de las dos principales religiones del país.
Una de las religiones del este asiático, se basa en la veneración de deidades o espíritus sobrenaturales que existen en toda la naturaleza y que en japonés son llamados kami. La conexión entre estos espíritus y la naturaleza permite considerar el sintoísmo como una religión animista.
Algunos kami son locales y son conocidos como espíritus o genios de un lugar en particular, pero otros representan objetos naturales mayores y procesos, por ejemplo, Amaterasu, la diosa del Sol.

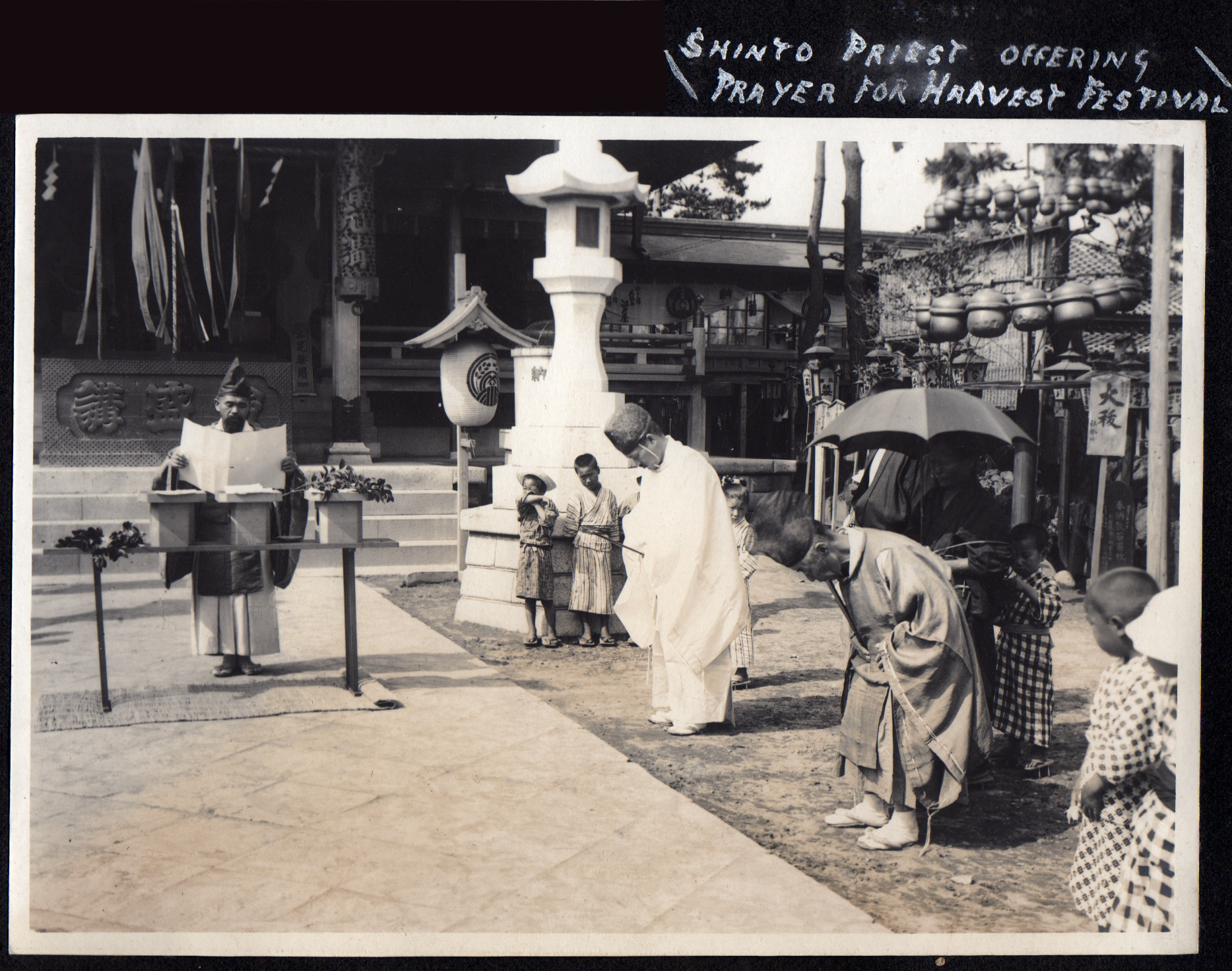
Sacerdotes sintoístas en 1914

El número de practicantes varía desde los 108 millones (80 % de la población en 2003) que tienen prácticas y/o influencias sintoístas hasta los 4 millones (3,3 %) que lo practican regularmente y se identifican con la forma oficial de la religión.

## Definición
El término shinto significa "camino de los dioses".
Es considerada la religión originaria de Japón, un culto popular que puede describirse como una forma sofisticada de animismo naturalista con veneración a los antepasados, profundamente identificada con la cultura japonesa.

## Terminología
En un principio, esta religión étnica, indígena, no tenía nombre hasta la introducción del budismo en Japón (durante el siglo VI) desde China a través de Corea. Una de las denominaciones que recibió el budismo fue butsudo, que significa "la vía del Buda". A fin de poder diferenciar el budismo de la religión nativa, ésta pronto llegó a ser conocida por el nombre de shinto. Este nombre, shin-to, procede de una antigua palabra china que significa El camino de los Dioses. Los japoneses escogieron utilizar un nombre chino para su religión porque en ese tiempo (hace más de un milenio), el chino era la única lengua que tenía escritura en Japón, ya que no se había desarrollado aún la escritura de su propio idioma. La frase que significa shinto en japonés es kami no michi.
Como se ha mencionado, el sintoísmo no tenía nombre previo a la introducción del budismo en Japón. Algunos eruditos consideran que incluso no podía hablarse de una religión sintoísta propiamente dicha antes de la creación del sintoísmo estatal en la era Meiji (1868-1912), que uniformizó muchas de las prácticas religiosas, conceptos y tradiciones. Para algunos estudiosos, de forma similar a como el término hinduismo engloba múltiples prácticas religiosas y tradiciones a modo de término paraguas, el shinto engloba las distintas tradiciones, folclores e incluso religiones japonesas prebudistas que fueron unificadas por el Estado con fines políticos.

## Historia
Las religiones originarias de varios países asiáticos conservan patrones similares, como en China, Japón y Corea con respecto a los elementos de culto a los antepasados. Esto se debe a que sus conceptos parten de que el alma o esencia también permanece ligada al cuerpo después de la muerte o puede permanecer cerca de él, y tal vez pueda volver como demonio o fantasma para hacer daño a los humanos si no se le presentan ofrendas y una cierta veneración.
Estos conceptos se ligan íntimamente con el tipo de vida originada a través del trabajo agricultor del pueblo, ya que Japón fue explotado por colonos vinculados que vivieron en dependencia de las fuerzas de la naturaleza y ciclos de las estaciones, sobre los cuales se consideraba que se podía influir de modo beneficioso dominándolos mediante la magia y el rito.[cita requerida]
Los humanos, deseosos de alcanzar la posesión de la fuerza mágica causante de rendimientos productivos con la naturaleza, idearon una serie de prácticas que se realizan por medio de chamanes y posteriormente mediante los emperadores.

### Prehistoria
Los mitos más antiguos de Japón, considerados la fuente más importante del sintoísmo, sugieren que los ritos religiosos se referían a fenómenos naturales impresionantes (montañas, rocas o árboles), así como a deidades alimenticias y fuerzas naturales elementales que eran relevantes para la época. La población predominantemente agraria de la época era importante en la sociedad. Para describir el conjunto de todas las deidades, los mitos utilizan la expresión yao yorozu, que literalmente significa "ocho millones", pero en realidad debe entenderse en el sentido de "incontable", "inmanejable". Esto indica que la religión de la época no era un sistema de creencias cerrado y uniforme.
Como toda la cultura japonesa antigua, esta religión probablemente estaba relacionada con la cultura Jōmon, la cultura Yayoi y las religiones austronesias, que llegaron a Japón principalmente a través de un puente terrestre desde Taiwán a través de las islas Ryukyu en el sur. Además, también se sospecha de los primeros cultos chamánicos coreanos y clásicos de Siberia (a través de Sajalín), así como de influencias de las creencias populares chinas que llegaron a Japón a través de la península de Corea. Según Helen Hardacre, el sintoísmo y la cultura japonesa derivan de la cultura y religión Yayoi. Hay que recordar que en tiempos prehistóricos Japón no estaba poblado por un único grupo étnicamente homogéneo; y que incluso en tiempos históricos, oleadas de inmigración desde el continente condujeron a diferenciaciones culturales locales. Por lo tanto, el llamado "Ur-Shintō" estaba formado por tradiciones locales que eran mucho más diferentes que las actuales. Una cierta estandarización sólo se produjo con la creación del primitivo Estado japonés, cuya fase de formación concluyó hacia el año 700. Las primeras fuentes escritas provienen del período Nara (Kojiki: 712, Nihon shoki: 720), que siguió inmediatamente a la consolidación política. Por lo tanto, muchas preguntas sobre la religión japonesa prehistórica quedan sin respuesta debido a la falta de fuentes. Todo esto ha llevado a que las investigaciones ya no utilicen el término "Shintō" en relación con la religión prehistórica y prebudista (o mejor: las religiones) de Japón, sino que recurran a términos neutrales como "culto kami ". Sin embargo, en muchas obras introductorias todavía se puede encontrar con frecuencia la ecuación “Shintō = religión japonesa original”.

### Mitología y rito imperial

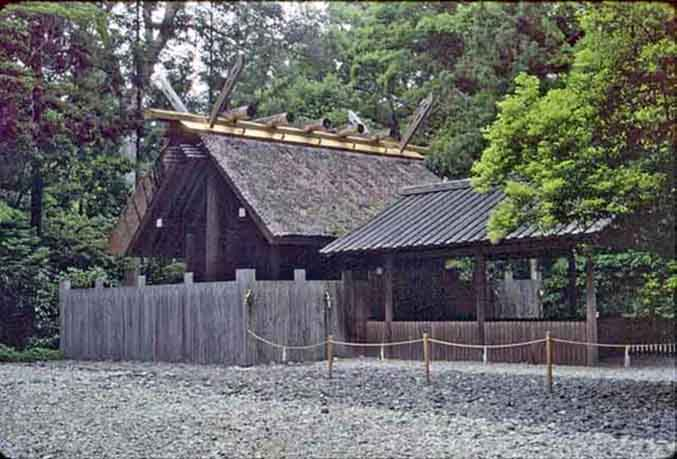
Uno de los santuarios (betsugū) del Santuario de Ise-

Cuando una dinastía hegemónica se estableció en el centro de Japón en los siglos V y VI, surgió un culto cortesano cada vez más orientado hacia el sistema estatal y la cultura chinos. El culto a los antepasados y los conceptos morales del confucianismo chino, así como la cosmología del taoísmo y la creencia en la salvación del budismo desempeñaron un papel importante. Todas estas tradiciones se combinaron con los cultos a deidades territoriales y sonoras indígenas (Ujigami) para formar un nuevo tipo de ceremonial estatal.
El primitivo Estado japonés surgió de alianzas de clanes individuales (uji), cada uno de los cuales rendía culto a su propio ujigami. Cuando el clan de los posteriores Tennō (emperador) se estableció como la dinastía líder dentro de esta alianza, surgió una mitología que fusionó las historias de las deidades individuales de los clanes en una narrativa mitológica unificada. Las primeras fuentes textuales de esta mitología del siglo VIII ya mencionadas describen la creación del mundo y el origen de la dinastía Tennō: un par de dioses primordiales (Izanagi e Izanami) crean las islas japonesas y todas las demás deidades. Amaterasu Omikami (La gran deidad que brilla en el cielo) es la más importante de sus creaciones: Gobierna los "reinos celestiales" (Takamanohara) y se la equipara con el sol. En su nombre, su nieto desciende a la tierra para establecer la dinastía eterna de los Tennō. Esta idea mitológica del origen de Japón y de su linaje imperial constituye una idea central en todos los intentos posteriores de sistematizar el Shintō (por ejemplo, en el Yoshida Shintō, en el Kokugaku o en el Estado Shintō). Aunque el propio término "Shintō" ya aparece en esta época, no se utiliza en el sentido de una religión sistemática. La llamada "Oficina de los Dioses" (神祇官, Jingi-kan), la única institución gubernamental antigua que no responde a un modelo chino, no lleva el nombre de "Oficina Shintō" (como a veces se afirma en la literatura occidental), sino que es literalmente la "Oficina de los Dioses del Cielo (神, jin o shin) y la "Oficina de los Dioses del Cielo" (神). shin) y la tierra (祇, gi)' - de nuevo un concepto chino en última instancia .

### Sincretismo shintō-budista
Aunque el budismo, recién introducido en los siglos VI y VII, encontró inicialmente resistencia en el contexto del culto a los dioses autóctonos, pronto halló formas de integrar a los kami en su cosmovisión e influyó, entre otras cosas, en los edificios y más tarde en la iconografía del culto a los kamó. Por tanto, durante la mayor parte de los períodos de la historia religiosa japonesa conocida no hubo una clara distinción entre budismo y Shintō. Especialmente dentro de los influyentes movimientos budistas Tendai y Shingon, las deidades Shintō se entendían como encarnaciones o manifestaciones de Budas y Bodhisattvas. De este modo, el culto a Buda y el culto a los kami tenían el mismo propósito, al menos a nivel teórico. Este desarrollo teológico comenzó en el periodo Heian y alcanzó su punto álgido en la Edad Media japonesa (siglos XII-XVI). Se conoce como la teoría de la "forma original y la huella inferior", según la cual la "forma original" (本地, honji) corresponde a los budas, y la "huella inferior" (垂迹, suijaku) a los kami.
La mayoría de los santuarios kami estuvieron bajo supervisión budista entre finales del periodo Heian (siglos X-XII) y el inicio de la modernidad japonesa (1868). Aunque las principales instituciones shintōistas estaban en manos de dinastías sacerdotales hereditarias que originalmente estaban subordinadas a la corte imperial, las instituciones budistas ocuparon su lugar con el declive de la corte. Sólo el Santuario de Ise conservó una posición especial gracias a su relación privilegiada con la corte y escapó a la influencia directa del clero budista. Por otra parte, los santuarios más pequeños no solían tener sus propios sacerdotes Shintō, sino que eran atendidos por monjes budistas o laicos.

### Primeras teologías sintoístas
Aunque la mayoría de los sacerdotes sintoístas de esta época eran a su vez budistas devotos, hubo descendientes individuales de las antiguas dinastías sacerdotales y también algunos monjes budistas que se preocuparon por la idea de adorar a los kami independientemente del budismo. Así surgieron en la Edad Media japonesa los movimientos Ise o Watarai Shintō, Ryōbu Shintō y Yoshida Shintō. En particular, este último se presentó como una doctrina basada puramente en los kami. Por tanto, representa la base del Shintō moderno, aunque las ideas budistas también desempeñaron un papel central en el Yoshida Shintō. Una crítica fundamental de los paradigmas religiosos del budismo sólo llegó a ser concebible bajo el llamado sincretismo shintō-confuciano.
Durante el periodo Edo, se repitieron las tendencias antibudistas, que también llevaron a que las ideas de una religión indígena independiente Shintō se hicieran cada vez más populares. En el siglo XVII, eran principalmente los eruditos confucianos los que buscaban formas de aplicar las enseñanzas del neoconfuciano chino Zhu Xi (también Chu Hsi, 1130-1200) con el culto a las deidades indígenas, desarrollando así una alternativa al budismo. En los siglos XVIII y XIX surgió finalmente una escuela de pensamiento que se esforzaba por purificar el Shintō de todas las ideas "extranjeras", es decir, indias y chinas, y por encontrar el camino de vuelta a su "origen". Esta escuela se denomina Kokugaku en japonés (literalmente enseñanza de la tierra) y se considera la precursora del Shintō estatal, ya que surgió en el transcurso del siglo XIX durante la reorganización del Estado japonés. Sin embargo, el Kokugaku tuvo poca influencia en la práctica religiosa general del periodo Edo. Como resultado, el sincretismo budista Shintō siguió siendo la corriente predominante dentro de la religión japonesa hasta el siglo XIX. El enfoque informal de ambas religiones en el Japón actual también se basa en esta tradición.

### La modernidad y el presente
La Restauración Meiji de 1868 puso fin al régimen feudal de los Tokugawa-Shōguns e instauró en su lugar un Estado-nación moderno con el Tennō como autoridad suprema. El sintoísmo fue definido como un culto nacional y utilizado como instrumento ideológico para revitalizar el poder del Tennō. Con este fin, se aprobó una ley específica para la "separación de kami y Budas (Shinbutsu Bunri), que prohibía el culto conjunto de santuarios budistas y sintoístas. En contraste con las tradiciones de los santuarios, en su mayoría localizadas, los santuarios sintoístas se reinterpretaban ahora en todo el país como lugares de culto a Tennō y todo japonés, independientemente de sus creencias religiosas, debía presentar sus respetos a Tennō en forma de visitas a los santuarios. Sin embargo, por consideración a la libertad de religión garantizada constitucionalmente bajo la influencia occidental, este culto a los santuarios no se definió como un acto religioso, sino como un deber patriótico.
En el periodo de entreguerras, esta forma de culto se denominaba "sintoismo de santuario" (jinja shintō), mientras que en la posguerra se denominaba mayoritariamente "sintoismo de estado" (kokka shintō). Sin embargo, también existía la categoría sintoísmo sectario' (shuha shintō), en la que se englobaban diversos movimientos neo-religiosos que habían surgido en el curso de la modernización y se definían a sí mismos como sintoistas (Tenri-kyō, Ōmoto-kyō y otros),
En el floreciente militarismo del período Shōwa, el sintoísmo se instrumentalizó entonces aún más con fines nacionalistas y colonialistas. También se erigieron santuarios en los territorios ocupados de China y Corea, donde la población local debía presentar sus respetos a Tennō. Tras la derrota de Japón en la Segunda Guerra Mundial en 1945, el sintoísmo fue prohibido oficialmente como religión de Estado, y en 1946 Tennō renunció a cualquier pretensión de divinidad. Sin embargo, en la actualidad siguen existiendo instituciones individuales que se dicen políticamente cercanas al sintoísmo estatal, como el Santuario de Yasukuni en Tokio.

## Creencias
El sintoísmo afirma la existencia de divinidades o seres espirituales (kami) que pueden encontrarse en la naturaleza o en niveles superiores de existencia. Este término, que constituye el concepto central del culto, llegó a aplicarse a cualquier fuerza sobrenatural o Dios, como los dioses de la naturaleza, hombres sobresalientes, antepasados deificados o hasta "Deidades que representan ciertos ideales o simbolizan un poder abstracto" (The Encyclopedia of Religion). Aunque el término Yaoyorozu-nokami significa literalmente "ocho millones de dioses", se utiliza para referirse a "muchos dioses, pues la cantidad de Deidades de la religión sintoísta aumenta constantemente. Los japoneses, como hijos de los espíritus o kami, tienen ante todo una naturaleza divina. Por consiguiente, de lo que se trata es de vivir en armonía con los kami (jp: (神)), y así uno podrá disfrutar de su protección y aprobación. Es importante también señalar la existencia de fantasmas japoneses y otros seres mitológicos en su panteón, como por ejemplo los denominados tengu.
Existen pocos textos sagrados, algunos de ellos han sido traducidos al inglés y al español (Kojiki - Shoku Nihongi).
El sintoísmo no posee una deidad única ni predominante, ni reglas establecidas para la oración, aunque sí cuenta con narraciones míticas que explican el origen del mundo y de la humanidad, templos y festivales religiosos a los que acuden millares de personas en fechas señaladas. Aunque el sintoísmo no se basa en dogmas o en una teología compleja, a los japoneses les ha dado un código de valores prácticos, ha moldeado sus comportamientos y determinado su forma de pensar. Existen templos donde se puede adorar a las diferentes deidades cuando se siente la necesidad de hacerlo.
El sintoísmo fue utilizado como ideología legitimizante durante la fase militar de la historia japonesa reciente, es decir, como base de la divinidad y superioridad del pueblo japonés; y fue considerado la religión del Estado hasta 1945 (véase, Sintoísmo estatal).

## Tipos de sintoísmo
Los principales tipos de sintoísmo guardan cierta relación entre sí:
- Koshitsu shinto (shinto de la Casa Imperial)
- Jinja shinto (santuario shinto)
- Shuha shinto (sectas shinto)
- Minzoku shinto (shinto folclórico).

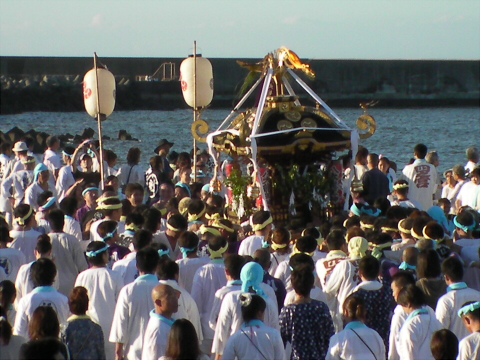
Festival sintoísta en 2010

### Koshitsu shinto
Es un término general de un rito llevado a cabo por el emperador (que es el símbolo del Estado y unidad de las personas según la constitución japonesa), para rogar a las deidades en cuyo centro está Amaterasu Omikami (una deidad ancestral del emperador según los mitos japoneses), y a las deidades ancestrales imperiales para la larga y próspera existencia del país, la felicidad de las personas y la paz mundial. El Daijosai, o gran festival, es el primer Niinamesai realizado por el nuevo emperador coronado de Japón en un palacio llamado Daijokyu, que se construye temporalmente dentro del Palacio Imperial. Además del antedicho, los ritos realizados en el Gran Santuario de Ise deben ser incluidos en esta categoría, ya que Amaterasu Ohmikami también se encuentra allí, según las creencias del culto.
El niinamesai es el rito más importante del shinto. Se ejecuta para ofrecer las primeras frutas cosechadas del año, agradeciendo así a las deidades por su bendición, además de compartir la comida producida por estos primeros granos con las mismas. De acuerdo con los mitos japoneses, Amaterasu Ohmikami fue quien realizó este rito por primera vez.
Cuando la capital de Japón fue transferida de Kioto a Tokio en 1869, tres santuarios imperiales fueron erigidos dentro del Palacio Imperial: Kashikodokoro, que envuelve la deidad ancestral imperial, Amaterasu Ohmikami, y se encuentra en el centro de los tres; en el lado este, está el Shinden, que envuelve las deidades del cielo y la tierra; y en el lado oeste, Koreiden, que envuelve los espíritus de los emperadores que preceden. En adición a estos, Shinkaden fue construido para envolver a Niinamesai. Estos santuarios están conectados por corredores, y todos los ritos de Koshitsu (Casa Imperial) del shinto se realizan en estos santuarios.
Como un vínculo a Niinamesai, el Emperador Shōwa (el centésimo vigésimo cuarto, 124 º, emperador y abuelo del emperador actual, Naruhito) comenzó a cultivar arroz en un campo de agua dentro del palacio, haciendo por sí mismo todos los procedimientos, inclusive la siembra y la cosecha, para realizar una ofrenda a las deidades de lo producido por él mismo.
Los hombres y las mujeres del clero son denominados en el shinto shoten y nai-shoten, respectivamente, y están al servicio del emperador para ayudarlo a realizar sus ritos. El número de ritos efectuados por el emperador alcanza varios cientos al año, incluyendo Genshisai, que es el primer rito del año. Existen intelectuales que llaman al emperador «el Rey de los rituales».[cita requerida] Se considera que la verdadera naturaleza del emperador es estar siempre con los kami (deidades).

### Jinja shinto
También llamado «sintoísmo de templo», es la adoración a los dioses profesada en templos o capillas. Es considerada como la forma original de la religión y sus orígenes se remontan a la prehistoria del país. Constituye la mayor rama del sintoísmo con más de 80 000 templos que conforman la Asociación de Templos Sintoístas, y hasta fines de la Segunda Guerra Mundial (1939-1945) estuvo estrechamente unida al Koshitsu Shinto, que rinde culto al Emperador, adorado como un dios viviente.
En 1956, cuando se seguía fomentando la adoración del emperador y el nacionalismo japonés, Jinja Honcho (sede central de la capilla o “Asociación de las capillas de Shinto") hizo una declaración: las “características generales de una vida vivida en la reverencia del kami”.[cita requerida]
Sus puntos principales son:
1. Para agradecer las bendiciones de los kami y las ventajas de los antepasados, se debe ser diligente en la observancia de los rituales del sintoísmo, siendo aplicados estos con sinceridad, alegría y la pureza del corazón.
2. Para ser provechoso a otro y en el mundo de los hechos directos ser grande, hay que servir sin el pensamiento de la recompensa y buscar el adelanto del mundo como voluntad del kami.
3. Para atarse con otros, en el reconocimiento armonioso de la voluntad del emperador, ruega que el país pueda prosperar y que la otra gente puede vivir también en paz y prosperidad.

La historia de la capilla shinto no puede resumirse, pues todas las capillas tienen su propia historia peculiar, leyendas, calendario ritual, kami y creencia asociada. Algunas son muy antiguas, anteriores a cualquier registro escrito, mientras que otras de las capillas más famosas se han construido hace 150 años. Las capillas se construyen en una variedad de estilos arquitectónicos, desde la simplicidad de la madera y la paja del Ise Jingu, al rico adornado de la capilla de Gongenstilo en Nikko.

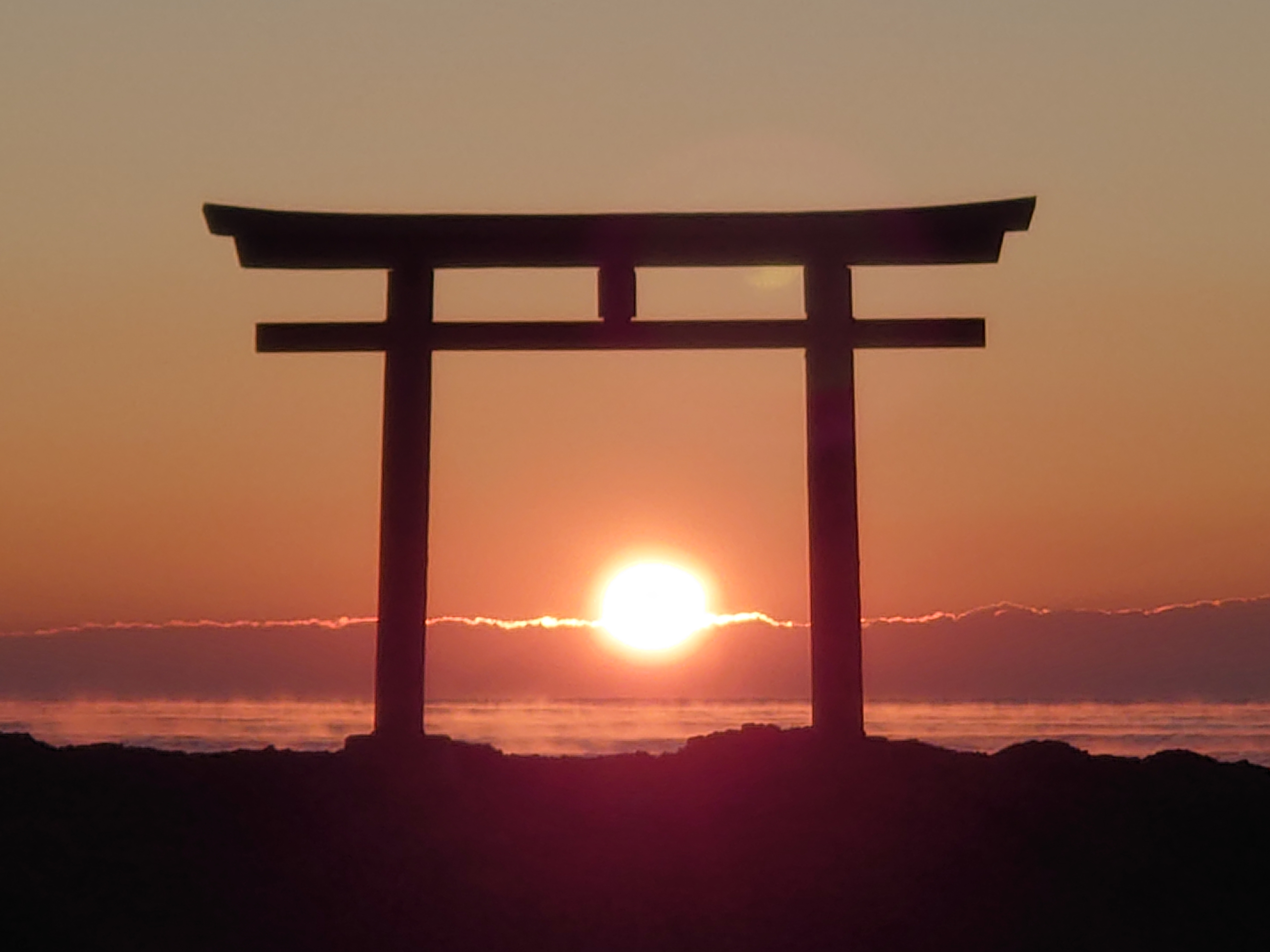
El Oarai Isosaki Jinja es famoso por su puerta torii que se adentra en el mar.

El símbolo de la capilla shinto es universal, el torii o portal que marca el acercamiento a una capilla. El torii es de diversos tamaños y estilos, y las capillas varían substancialmente en la disposición y el aspecto, reflejando la era en la cual fueron construidas o reconstruidas, el carácter del distrito que los rodea o las características del paisaje natural. La mayoría de las capillas tienen por lo menos un honden, pasillo en el cual se presenta el símbolo del kami. Las capillas más grandes tienen heiden o el pasillo de ofrendas, en donde los devotos hacen ofrendas rituales a la capilla, y haiden o pasillo de la adoración. Mientras que algunas de las capillas más grandes reciben una corriente más o menos constante de visitantes, la mayoría de las capillas más pequeñas se utilizan solamente de vez en cuando, principalmente durante las festividades.

### Minzoku shinto
El shinto folclórico o popular es un shinto de fe que era comúnmente practicado por personas comunes, sin necesidad de ser sistematizado. Por consiguiente, es inseparable del Santuario del Shinto. Sin embargo, en la época del 40.º Emperador, Temmu (673-686), fue segregado del Santuario del shinto, cuando el gobierno de la época estableció un sistema relacionado con los rituales y festivales tradicionales japoneses, que habían sido practicados paralelamente a los rituales budistas. Después de esto, el shinto popular se desarrolló gradualmente por sí solo de una forma compleja de rituales y festivales, los cuales, en ocasiones, mezclaban prácticas asociadas con el Budismo, el Taoísmo y el Confucianismo. Entre ellos, aquellos que no han perdido la forma tradicional del shinto son considerados como shinto folclórico o popular.
En una comunidad agrícola, por ejemplo, hay la costumbre de que los rituales sean realizados por un hombre laico sin la participación de un sacerdote. Un miembro de la comunidad (a menudo, el muchacho más joven) es nominado como "Toya", y realiza los ritos para adorar a las deidades de las localidades durante un año, bajo el sistema de rotación.
Otros ejemplos del shinto folclórico (popular) son los ritos relacionados con los pasajes de la vida y el paso del año. Están muy relacionados con los ritos y festivales llevados a cabo por los santuarios de shinto.

## Prácticas

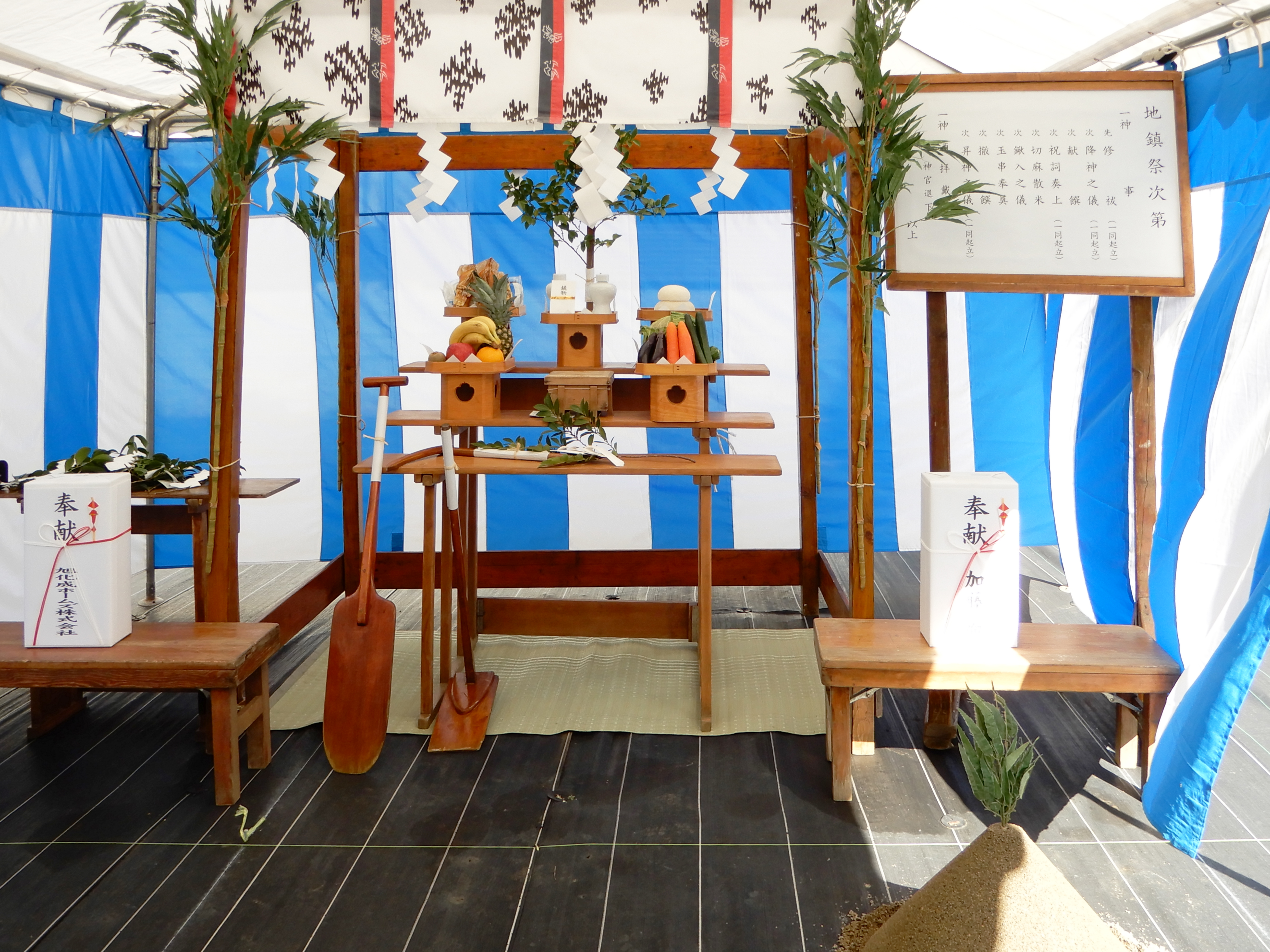
Altar sintoísta

- Cada santuario se dedica a un kami específico que posea una personalidad divina y que responda a los rezos sinceros del fiel. Al entrar en un santuario, se pasa a través de un torii, una puerta especial para los Dioses, que marca el paso entre el mundo finito y el mundo infinito de los Dioses.
- En el pasado, los creyentes practicaban el rito de purificación o misogi, consistente en el lavado de sus cuerpos en un río cercano al santuario. En años recientes solamente se lavan las manos y enjuagan sus bocas en lavabos proporcionados por el santuario.
- Los creyentes respetan a los animales como mensajeros de los Dioses. Por esto, en el santuario se encuentra siempre un par de estatuas koma-inu (perros protectores).
- Las ceremonias del templo incluyen la limpieza, las ofrendas, los rezos, y las danzas dirigidas al kami.
- Los kagura son danzas rituales, acompañadas por instrumentos musicales antiguos y ejecutadas por bailarines expertos y entrenados. Consisten en muchachas jóvenes vírgenes, y un grupo de hombres o uno solo.
- Los mamori son encantos utilizados como ayuda curativa y de protección. Son de diversas formas y sirven para varios propósitos.
- En muchos hogares se da un lugar central a los dioses con un altar llamado kami-dana.
- Los origami (figuras de papel): Es un arte popular japonés, en el que se pliega el papel para dar como resultado una gran variedad de hermosos diseños. Se ven a menudo alrededor de los santuarios de shinto. Por respeto al árbol del cual se extrajo el papel para construir el origami, este nunca se corta.

## Influencias
Según el sintoísmo, el Japón nace como país gracias a la unión de la pareja de dioses originarios Izanagi e Izanami, a los cuales se ordenó crear y ordenar el mundo (con Japón como único centro) y colocar el pilar del cielo, el eje universal que une el cielo y la tierra. Esto representa un papel esencial para el entendimiento de la identidad nacional y la significación del emperador dentro de esta religión que se mantiene presente en la idiosincrasia pura de su pueblo.
Desde la entrada del budismo en Japón en el siglo VI, este ha ejercido una profunda influencia sobre el shinto, aunque también se ha modelado y adaptado en este país hasta darle una forma característica. Ambas religiones definen la religiosidad nipona: los japoneses suelen practicar los ritos de ambas tradiciones según la naturaleza de la ocasión. Suelen preferir el shinto para los rituales de nacimiento y matrimonio, y el budismo para los ritos funerarios.
Muchas de las "nuevas religiones" japonesas tienen una fuerte influencia sintoísta.
Debido a que el sintoísmo no pretende convertir, criticar ni entrar en conflicto con otras religiones, su expansión fuera de las islas de Japón ha quedado limitada generalmente a las comunidades niponas de la emigración; aunque en las raíces de las artes marciales tradicionales modernas o gendai budō; del sumo, el aikidō, y el judo, se puede apreciar su influencia en varios de sus movimientos y especialmente en su filosofía y rituales, como artes marciales pacifistas, y de naturaleza defensiva.

## El sintoísmo como religión étnica
Actualmente se debate si el sintoísmo es exclusivo del pueblo japonés o si puede ser practicado por personas de otras nacionalidades. La diáspora japonesa ha creado santuarios sintoístas en muchos países y en todos los continentes y algunos occidentales se han convertido al sintoísmo e incluso han llegado a ser sacerdotes. Durante la expansión del Imperio del Japón, antes y durante la Segunda Guerra Mundial, el gobierno japonés creó deliberadamente santuarios sintoístas en países subyugados como Corea y estimuló la conversión al sintoísmo, aunque se debatió en el seno del mismo gobierno si debían adorarse solo los kamis japoneses o adquirir deidades locales como las de la Mitología coreana. En todo caso, el debate persiste aun hoy.

### En japonés
- 神道リンク集（オンライン最大級）
- オープンディレクトリー：社会: 宗教・精神世界: 神道（英語の同カテゴリにもリンクしています）
- 國學院大學
- 皇學館大学
- 神社オンラインネットワーク連盟：神社と神道

- Datos: Q812767
- Multimedia: Shintō / Q812767